# Maison de Trazegnies
Pour les articles homonymes, voir Trazegnies (homonymie).
Vous pouvez aider à l'améliorer ou bien discuter des problèmes sur sa page de discussion.
- Il ne cite pas suffisamment ses sources. Vous pouvez indiquer les passages à sourcer avec {{référence nécessaire}} ou {{Référence souhaitée}}, et inclure les références utiles en les liant aux notes de bas de page. (Marqué depuis août 2023)
- Il contient une ou plusieurs listes. Le texte gagnerait à être rédigé sous la forme d’un ou plusieurs paragraphes synthétiques, afin d’être plus agréable à lire. (Marqué depuis août 2023)
- Son texte doit être wikifié : il ne correspond pas à la mise en forme Wikipédia (style, typographie, liens internes, liens entre les wikis, etc.). (Marqué depuis août 2023)
- Il cherche trop à mettre son sujet en valeur en recourant immodérément au name dropping. Modifiez l'article pour lui faire adopter un ton neutre. (Marqué depuis août 2023)
- Les sections « Anecdotes », « Autres détails », « Le saviez-vous ? », « Citations », « Autour de... », etc., peuvent être inopportunes dans les articles. Il convient, si ces faits présentent un intérêt encyclopédique et sont correctement sourcés, de les intégrer dans d’autres sections. (Marqué depuis août 2023)
- La pertinence de son contenu est remise en cause. Considérez-le avec précaution. (Marqué depuis août 2023)
- Il doit être recyclé. La réorganisation et la clarification du contenu sont nécessaires. (Marqué depuis août 2023)
- La notion qu'il invoque est trop technique ou pas assez détaillée. Il est préférable de la préciser au moyen d’un lien interne ou d’une note . (Marqué depuis août 2023)
- Il contient trop de liens internes. Il est judicieux de faire un lien à la première occurrence dans l’article, ou si les paragraphes sont longs, à chaque première occurrence dans le paragraphe. (Marqué depuis août 2023)
- Il a besoin d'un nouveau plan. (Marqué depuis août 2023)

- Archive Wikiwix
- Bing
- Cairn
- DuckDuckGo
- E. Universalis
- Gallica
- Google
- G. Books
- G. News
- G. Scholar
- Persée
- Qwant
- (zh) Baidu
- (ru) Yandex
- (wd) trouver des œuvres sur Wikidata

La maison de Trazegnies est une ancienne maison féodale belge.

## Origine du nom
Bien qu'aujourd'hui, la maison originale soit éteinte, elle subsiste par la famille de Hamal qui a repris le nom. Les membres subsistants de cette famille sont issus du baron Arnould de Hamal et de Anne, dame héritière de Trazegnies et de Silly. L'ascendance agnatique prouvée de cette famille héritière des premiers seigneurs de Trazegnies remonte à 1243.
La localité de Trazegnies, où se voit encore de nos jours le château de ce nom, se trouve à proximité de l'antique chaussée romaine reliant Bavay à Maastricht, à mi-chemin entre Charleroi et La Louvière. « Il y a plus de 600 ans », écrivait Guichardin en 1567, « que les très illustres Trazegnies règnent dans ce domaine, qui est un fief de Brabant ». Et Jean-Baptiste Gramaye ajoutait en 1606: « Quoique le Hainaut mette Trazegnies dans son comté, il est cependant certain que c'est un fief de Brabant, et que les seigneurs de Trazegnies ont fait des alliances avec ces ducs. En effet, on est tellement convaincu de cette vérité, qu'on nomme encore une rente de trente-six muids d'avoine que l'illustre famille de Trazegnies reçoit annuellement sur les domaines de Nivelle, les « avoines des ducs ».

## Armes
On rencontre le sceau de Gilles de Trazegnies, seigneur de Cassel, dès 1199. Le fait pour les Trazegnies de posséder un sceau héraldique appartenant encore au XIIe siècle  doit être signalé comme rarissime.
Les armes portées actuellement par la troisième Maison de Trazegnies (les Trazegnies-Hamal d'Odeur) peuvent se décrire comme suit : écartelé, au premier et quatrième bandé d'or et d'azur, à l'ombre de lion, brochant sur le tout, à la bordure engrêlée de gueules, qui est Trazegnies , au deuxième et troisième de gueules, à la fasce d'argent, accompagnée de trois losanges d'or, qui est de Wissocq . L'écu surmonté d'une couronne à cinq fleurons d'or, soutenu de deux lions de même, et couvert d'un manteau, le revers aux armes ci-dessus, fourré d'hermines.
À noter : L'ombre de lion, qui charge cet écu actuellement encore, ne s'est ajoutée qu'en 1374, dans le blason d'Oste (Otton) de Trazegnies. C'était la première fois que l'on usait d'un tel meuble héraldique; l'ombre de lion est d'origine hennuyère.

Gilles le Brun Connétable de France à partir de 1250 (1199-1276) Septième et Huitième croisade
Othon II Seigneur de Trazegnies (v.1150-1192) Troisième croisade †
Gilles II de Trazegnies Seigneur de Trazegnies Connétable de Flandres (v.1174-1204) Quatrième croisade †
Othon III de Trazegnies Seigneur de Trazegnies (v. 1198 - † v.1241) Marmande 1219
Jean III Baron de Trazegnies (v. 1470 - † 1550) Chevalier de l'ordre illustre de la Toison d'Or.
Eugène-Gillion Marquis de Trazegnies d'Ittre depuis octobre 1777 (1739 - 1803)

- Gilles II de Trazegnies
Seigneur de Trazegnies
Connétable de Flandres
(v.1174-1204)
 Quatrième croisade †
- Othon III de Trazegnies
Seigneur de Trazegnies
(v. 1198 - † v.1241)
 Marmande
 1219
- Jean III
Baron de Trazegnies
 (v. 1470 - † 1550)
 Chevalier de l'ordre illustre de la Toison d'Or.
- Eugène-Gillion
Marquis de Trazegnies d'Ittre depuis octobre 1777 
 (1739 - 1803)

## Origines
Les Trazegnies appartiennent à une très vieille famille d’origine féodale. Agnès, dame de Trazegnies, etc. épousa, par dispense papale (9 janvier 1256) Eustache V de Hainaut, sire du Rœulx. Ils eurent deux enfants : Marie qui mourut avant d’épouser son fiancé Florent de Hainaut (plus tard prince d’Achaïe et fils cadet de Jean d’Avesnes, comte de Hainaut, et d’Adélaïde de Hollande) et Eustache VI qui décéda sans avoir été marié en 1288. A ce moment, les terres héréditaires des Hainaut-Rœulx revinrent à Gilles-Rigaut de Hainaut, frère cadet d’Eustache V, et celles des Trazegnies au grand-oncle maternel d’Eustache VI, Otton IV de Trazegnies, seigneur de Hacquegnies et de Braine-le-Château, époux 1) vraisemblablement d’une sœur de Wautier III de Ligne 2) de Marguerite de Créquy. Les Trazegnies du XIVe siècle sont issus du premier mariage d'Otton IV.
Plus tard (en 1414), la dernière de leurs descendants fut mariée à Arnould de Hamal, sire d'Odeur (Elderen) , dont le fils releva le nom et les armes de Trazegnies.
Pairs du Hainaut, marquis dès 1614, tous les représentants actuels portent le titre de marquis et marquises (ce qui est rare).

## Diplômes anciens
- 17 avril 1598 : octroi de la chevalerie par le roi Philippe II en faveur de Charles de Trazegnies, qualifié de baron
- 8 février 1614 : érection en marquisat de la baronnie de Trazegnies titre transmissible par ordre de primogéniture par les archiducs Albert et Isabelle en faveur de Charles de Trazegnies, précité
- 26 octobre 1777 : concession du titre de marquis de Trazegnies par ordre de primogéniture par l'impératrice Marie-Thérèse en faveur d'Eugène-Gillion
- 11 mars 1786 : concession du titre de baron de Tongre-Saint-Martin en faveur d'Eugène-Gillion, précité
- 10 avril 1811 : concession du titre de comte personnel par l'empereur Napoléon Ier en faveur de Georges (marquis) de Trazegnies
- 23 juillet 1818 : concession du titre de comte en faveur de Gillion (marquis) de Trazegnies et d'Ittre

## Représentants

### GillesIer, premier seigneur de Trazegnies à part entière
Selon le Marquis de Trazegnies, (Corroy-le-Château), l'histoire des Trazegnies commence au XIe siècle, il prend comme base de départ : 1092, date à laquelle Fastrede, Siger et Wauthier de Silly scellent la donation d'Hellebecq à l'abbaye d'Ename, qui partage ainsi la Pairie de Silly.
Othon Ier (probablement le fils de Siger) devient, par cet acte, Seigneur de Silly, de Blicquy et de Trazegnies.
Pour consolider son « mini-royaume » (environ 30 000 hectares) il y vient bâtir un premier château sur des anciennes fondations romanes qui existaient probablement déjà au Xe siècle.
Il avait épousé Helvide de Rève (décédée en 1138). De son mariage, il eut deux fils : Gilles Ier et Anselme.
|                                                                                  |                                                                                  |                                                                                  |                                                                                  | Othon Ier (° ? † 1136) x Helvide de Rève ° ? † 1138                              |                                                                                  |  |  |  |  |  |  |                 |                 |                 |                 |                 |                 |  |  |  |  |  |  |  |  |  |  |
|                                                                                  |                                                                                  |                                                                                  |                                                                                  |                                                                                  |                                                                                  |  |  |  |  |  |  |                 |                 |                 |                 |                 |                 |  |  |  |  |  |  |  |  |  |  |
|                                                                                  |                                                                                  |                                                                                  |                                                                                  |                                                                                  |                                                                                  |  |  |  |  |  |  |                 |                 |                 |                 |                 |                 |  |  |  |  |  |  |  |  |  |  |
| Gilles Ier (° 1134 † 1161) x Marie d'Ostrevent x Gerberge de Landen ° ? ap. 1195 | Gilles Ier (° 1134 † 1161) x Marie d'Ostrevent x Gerberge de Landen ° ? ap. 1195 | Gilles Ier (° 1134 † 1161) x Marie d'Ostrevent x Gerberge de Landen ° ? ap. 1195 | Gilles Ier (° 1134 † 1161) x Marie d'Ostrevent x Gerberge de Landen ° ? ap. 1195 | Gilles Ier (° 1134 † 1161) x Marie d'Ostrevent x Gerberge de Landen ° ? ap. 1195 | Gilles Ier (° 1134 † 1161) x Marie d'Ostrevent x Gerberge de Landen ° ? ap. 1195 |  |  |  |  |  |  | Anselme (? † ?) | Anselme (? † ?) | Anselme (? † ?) | Anselme (? † ?) | Anselme (? † ?) | Anselme (? † ?) |  |  |  |  |  |  |  |  |  |  |
| Gilles Ier (° 1134 † 1161) x Marie d'Ostrevent x Gerberge de Landen ° ? ap. 1195 | Gilles Ier (° 1134 † 1161) x Marie d'Ostrevent x Gerberge de Landen ° ? ap. 1195 | Gilles Ier (° 1134 † 1161) x Marie d'Ostrevent x Gerberge de Landen ° ? ap. 1195 | Gilles Ier (° 1134 † 1161) x Marie d'Ostrevent x Gerberge de Landen ° ? ap. 1195 | Gilles Ier (° 1134 † 1161) x Marie d'Ostrevent x Gerberge de Landen ° ? ap. 1195 | Gilles Ier (° 1134 † 1161) x Marie d'Ostrevent x Gerberge de Landen ° ? ap. 1195 |  |  |  |  |  |  | Anselme (? † ?) | Anselme (? † ?) | Anselme (? † ?) | Anselme (? † ?) | Anselme (? † ?) | Anselme (? † ?) |  |  |  |  |  |  |  |  |  |  |
| Othon II (° v 1150 † 1192) x Mathilde de l'Alleu ° ? ap. 1214-1218               |                                                                                  |                                                                                  |                                                                                  |                                                                                  |                                                                                  |  |  |  |  |  |  |                 |                 |                 |                 |                 |                 |  |  |  |  |  |  |  |  |  |  |

- Gilles Ier de Trazegnies (° 1134 - † 1161) qui épouse  Gerberge de Landen[7] est le premier seigneur de Trazegnies à part entière. Tombé en contradiction avec l'Abbaye de Floreffe, il fut excommunié trois fois et commit plusieurs malveillances à l'encontre des moines. Les seigneurs des environs furent excédés par son comportement et ses actes et firent le siège de son château. Il fut tué sur ses propres remparts. Son frère, Anselme[8], seigneur de Péronnes-lez-Binche, chanoine et trésorier du chapitre collégial de Soignies, fonde l'abbaye de Cambron en 1148.

### Les seigneurs de Trazegnies qui s'illustrèrent aux croisades

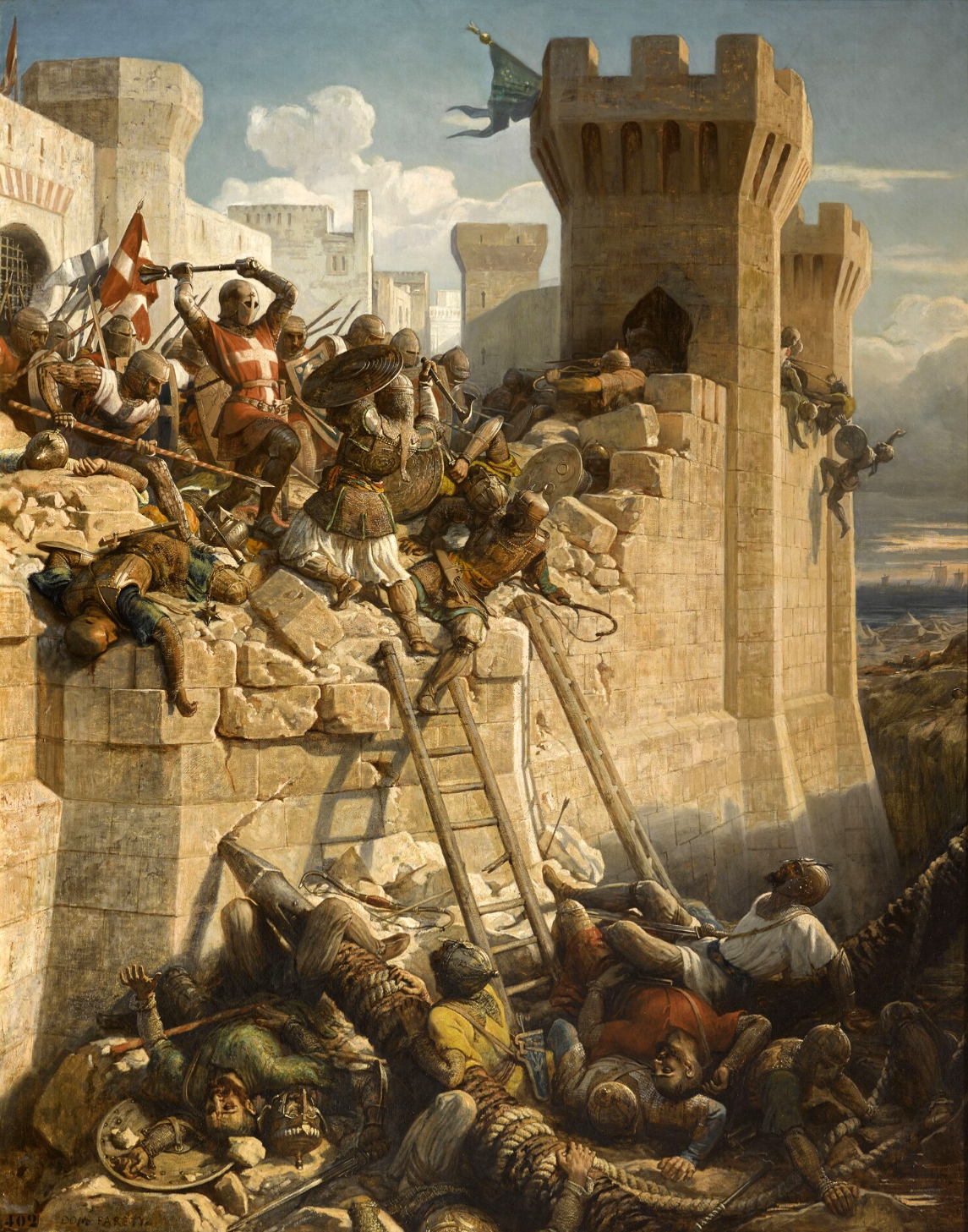
Siège de Saint-Jean-d'Acre (1191)
- Troisième croisade

#### Othon II de Trazeignies (° v.1150 - † v.1192)
Othon II de Trazegnies est né aux environs de 1150. Ses parents sont Gilles Ier de Trazegnies et Gerberge de Landen.
En août 1170, un tournoi est donné à Trazegnies en son honneur.
Vers 1186, il fait un pèlerinage en Terre sainte et ramène en 1187 un morceau de la Vraie Croix qu'il offre à l'abbaye de Floreffe (un reliquaire réalisé à cette occasion est conservé au musée du Louvre). Une autre Tradition prétend qu'il en aurait ramené le plan des moulins à vent.
En 1189, il repart en croisade (probablement aux côtés de Philippe d'Alsace, comte de Flandre) pour tenter de délivrer Jérusalem que Saladin avait prise après la bataille de Hattin (1187). Il combat entre Jaffa et Ascalon le 6 novembre 1191 (Richard Cœur de Lion combat également à ces occasions). En avril 1192, il est désigné avec Henri, comte de Champagne, et Guillaume de Cayeux pour offrir la couronne du royaume de Jérusalem à Conrad de Montferrat. Toutefois, Conrad est assassiné le 26 avril et Othon assista au mariage du comte de Champagne avec la reine Isabelle.
Othon II de Trazegnies est probablement tué en 1192 devant Saint-Jean d'Acre.

#### Gilles II de Trazegnies de Silly (° v.1174 - † 1204)

Blason de Gilles II de Trazegnies

Gilles II de Trazegnies de Silly est né aux alentours de 1174. Il épouse Aleide de Boulaere, mère de Michel de Harnes, le Bayard de Blanche de Castille avant 1197. Dès 1199, on rencontre son sceau. La possession d'un sceau du type héraldique appartenant au XIIe siècle est rare.
En qualité de connétable de Flandre, il accompagne le comte de Hainaut à la quatrième croisade en 1202. Cependant il emprunte un itinéraire distinct, traversant la France et l'Italie. Arrivé à Plaisance, il trouva des messagers de Baudouin lui enjoignant de le rejoindre à Venise. Toutefois, Gilles préfére s'embarquer à Brindisi et gagner directement la Terre sainte, ce que Villehardouin considère comme une défection.
Il est tué par les Turcomans au combat de Ribla sur l'Oronte alors qu'il partait secourir le prince d'Antioche, Bohémond IV.
Son frère Siger "Pesteaus" l'accompagne à la quatrième croisade mais rallie le camp flamand à Venise. Fait prisonnier à Andrinople (en même temps que Baudouin, devenu empereur de Constantinople), il est libéré et revient en Occident avec le roi de Portugal. Par la suite, il aide ce dernier dans sa croisade contre les Maures au Maroc.

#### Othon III de Trazegnies (° v. 1198 - † v.1241)[12]

Sceau d'Othon III de Trazegnies

Othon III de Trazegnies est père plus de dix enfants issus de deux lits. Il épouse en premières noces Agnes de Hacquegnies. Mais après le décès de celle-ci, il épouse Isabelle, troisième fille du comte de Chiny. Cette union lui apporte en apanage des terres dont un lieu-dit célèbre : Florenville. Les enfants de ce mariage seront surnommés : Les Ardennois. - Marmande 1219.
Il est le frère de Gille de Trazegnies (dit le Brun). Ses enfants sont Gilles III et Othon IV.

#### Gilles de Trazegnies (dit le Brun) (° 1199 - † 1276)

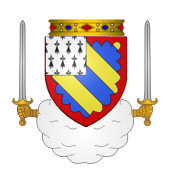
Gilles le Brun ; Connétable de France à partir de 1250

Gilles de Trazegnies dit le Brun est conseiller et connétable du roi Saint-Louis en 1250 (lors des Septième et Huitième croisade).

### De Othon IV à Arnould de Hamal
```
Othon IV
 † v. 
1300
 ép. Jeanne d'Awans (erreur: voir supra: Origines)
   |

Gilles IV
[
17
]
 † 
11 mars 1317
 ép. Philippine de Limal
   |

Jean 
I
er
 † 
1336
 ép. Jeanne de Marbais
   |

Othon VI
[
18
]
 † v. 
1384
 ép. 1) Catherine de Hellebecque
   |                    2) Isabelle 
de Châtillon

Anselme 
I
er
 † 
1418
 ép. Mahaut 
de Lalaing

   |

Anne
 ép. 
Arnould de Hamal
```

### La lignée des Trazegnies-Hamal

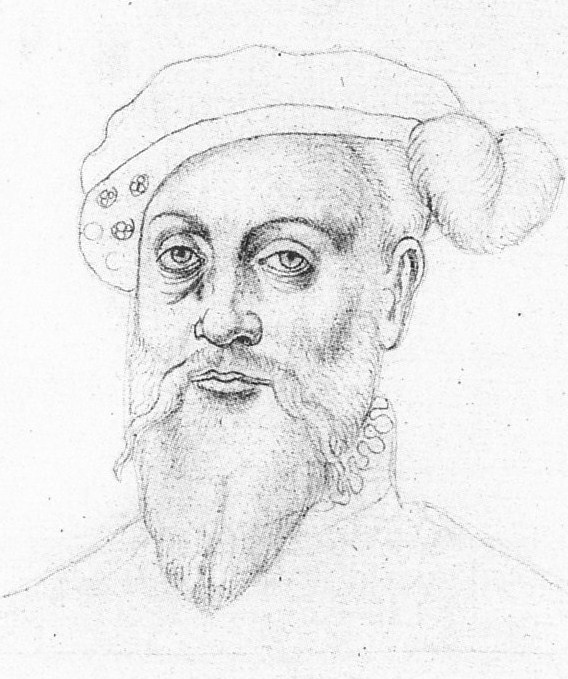
Charles Ier († 1578)

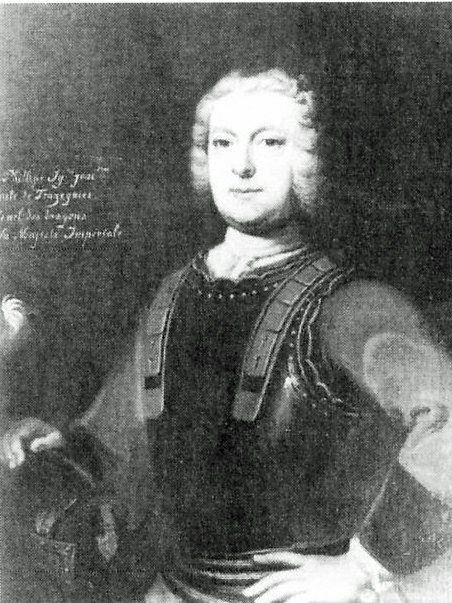
Philippe-Ignace de Trazegnies

- Le baron Arnould de Hamal  († 1456) épouse Anne, dame héritière de Trazegnies  et de Silly, fille de Anselme Ier et de Mahaut de Lalaing. Les Hamal sont riches et illustres et l'origine de leur famille se perd dans la nuit des temps[19]. Arnould partage ses biens à Trazegnies et leur second fils, Anselme II[20] († 1490) de Trazegnies, baron de Trazegnies, qui épousa le 12 février 1435, Marie d'Armuyden[21], continue la filiation de la Maison de Trazegnies[22].
- Jean II de Trazegnies
 Jean II († 1513), sire et baron de Trazegnies qui épousera Sibylle de Ligne le 3 août 1463.
- Jean III de Trazegnies
 baron de Trazegnies, comte d'Autreppes, (v.1470 - † 1550), conseiller et grand chambellan de Charles Quint, gouverneur et châtelain d'Ath de 1540 à 1550, grand-bailli du roman pays de Brabant, capitaine général du pays et comté de Hainaut, chevalier de l'ordre illustre de la Toison d'or[23], est envoyé au Portugal pour épouser Isabelle de Portugal au nom de l'empereur[24].
- Charles Ier de Trazegnies
 baron de Trazegnies, décédé le 17 mars 1578 et Marie-Madeleine de Pallant-Culembourg, décédée le 18 juillet 1566. Charles Ier de Trazegnies, fut inhumé dans l'église Saint Juliers de Ath, mais à ce jour, il n'y a plus de traces de sa sépulture. Il est le père de Charles II de Trazegnies.

#### Les Marquis de Trazegnies
- Charles II de Trazegnies 
né le 5 avril 1560, décédé le 26 novembre 1635, Pair du Hainaut, époux d'Adrienne de Gavre, est sénéchal héréditaire de Liège. Charles II était Prince des Francs-fiefs de Rognons[25], comte d'Autreppe, Vicomte d'Armuyden, baron de Silly, etc. Il participa à presque toutes les batailles de son temps, sous les ordres du Prince de Parme et du comte de Fuentes. Il est le petit-fils de Jean III de Trazegnies, le fils de Charles Ier de Trazegnies et le père de Gillion-Othon de Trazegnies.
- Gillion-Othon Ier de Trazegnies 
(2 juin 1598 - 3 septembre 1669), marquis de Trazegnies, gouverneur de Philippeville, d'Artois et de Tournai, gentilhomme de la chambre de l'archiduc Léopold et de don Juan d'Autriche. Il fut un grand seigneur. Il conclut une belle alliance  le 2 janvier 1631, en épousant Jacqueline de Lalaing, comtesse de Middelbourg, fille de Charles de Lalaing, chevalier de la Toison d'Or et gouverneur d'Artois. Jacqueline de Lalaing est née en 1611 et décédée à Trazegnies, le 9 avril 1672. Son quatrième fils  Octave Joseph, comte de Fléchin, vicomte d'Armuyden (1637 - 1696) épousa Marie Anne Françoise de Wissocq[26].  (voir :  Liste des seigneurs de Bomy en Artois)
- Philippe-Ignace de Trazegnies (1685 - 1739), marquis de Trazegnies, dernier fils d’Octave-Joseph  et de Marie-Anne de Wissocq . 
Sa condition de cadet lui fit chercher fortune à l’étranger. Dans un premier temps, il fut lieutenant-colonel et chambellan de l’Electeur de Bavière, puis colonel d’un régiment de dragons au service impérial. Il est le père de Eugène-Gillion de Trazegnies qui épouse le 7 octobre 1769, Marie-Victoire de Rifflart (1750 - 1806), marquise d'Ittre.
- Georges Philippe de Trazegnies (1762-1849), président de la députation du collège électoral du département de la Dyle, créé comte de l'Empire par lettres patentes de 1811, marié le 13 mai 1805 à Bruxelles, avec Marie Louise, comtesse de Maldeghem (1785-1844), dont postérité ;
- Gillion de Trazegnies d'Ittre (1772-1847) , 10e marquis de Trazegnies, comte de Bohême, Off Inf Autrichienne, chambellan du roi de Bavière, chambellan du roi Guillaume Ier des Pays-Bas, épouse Constance de Nassau-Corroy (nl) le 6 janvier 1803.

## Patrimoine familial

### Le château de Trazegnies

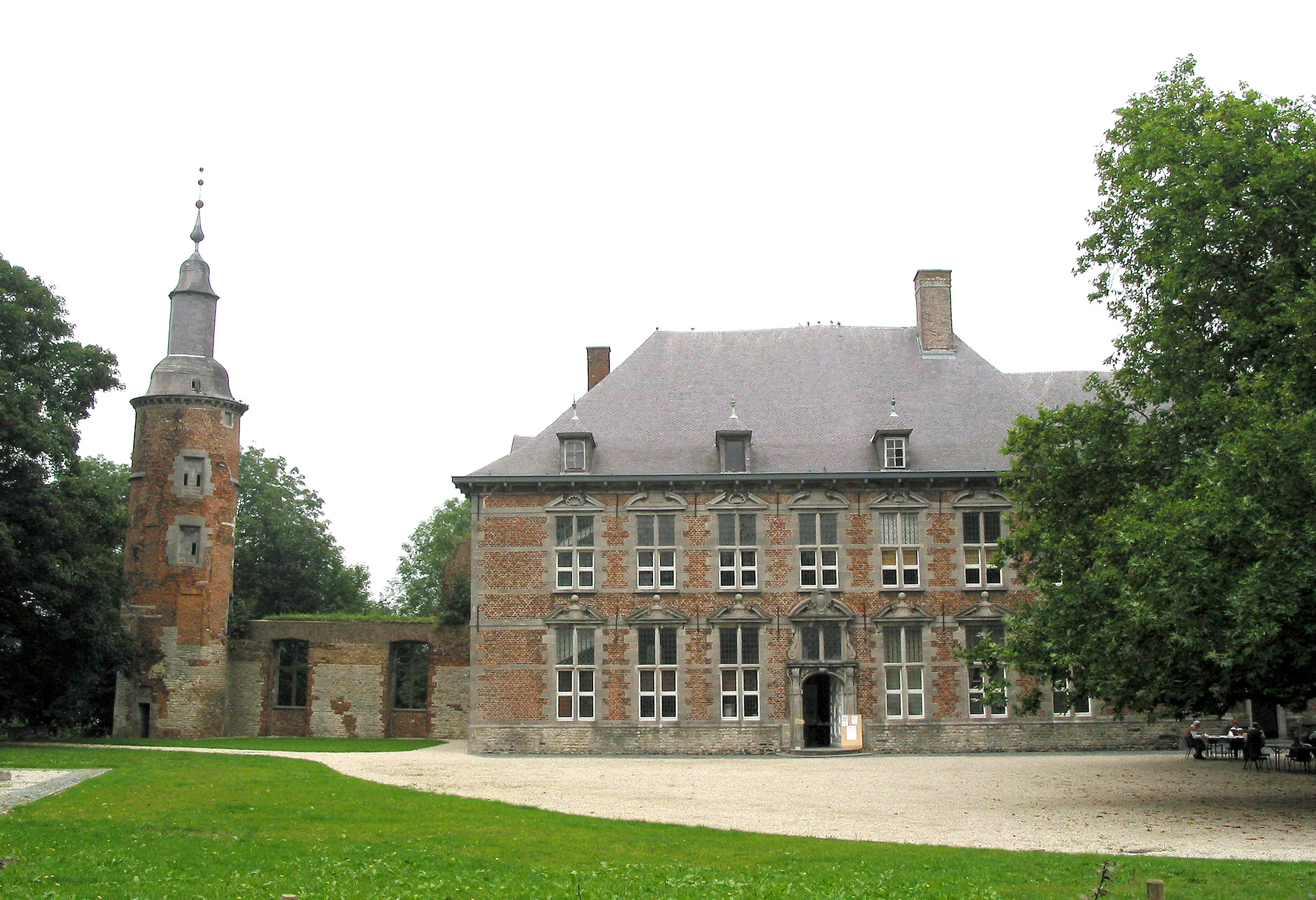
La tour circulaire esseulée et la cour intérieure du château de Trazegnies. À droite du corps de logis de style Louis XIII, le platane vieux de près de 300 ans.

Château-forteresse du XIe siècle incendié en 1554 et reconstruit en château de plaisance aux XVIe et XVIIe siècles. Façade de style Louis XIII. Châtelet d'entrée très élégant dont la partie inférieure est du XIIIe siècle. Caves romanes et gothiques.
À la mort d'Alexandre, dernier marquis de Trazegnies de la branche aînée, en 1862, le domaine passa à sa nièce puis à la société charbonnière de Bascoup qui le morcela avant de le vendre à des particuliers qui, à leur tour en 1913, le cédèrent à l'État.

### Monument funéraire  à Trazegnies
Parmi le patrimoine est conserve[Quoi ?], le monument funéraire de Jean III de Trazegnies, décédé en 1550, chevalier de la Toison d'or, et de son épouse Isabeau de Werchin. Unique en Europe, ce monument à deux ponts avec gisants et transi a été sculpté par un carrier de la région du Centre dans des pierres extraites du banc du Centre (Ecaussines, Feluy et Arquenne).
On y trouve également le monument funéraire mural de Charles, marquis de Trazegnies, décédé en 1635 et de son épouse Adrienne de Gavre, avec son manteau héraldique complet (armes et cimier).
On peut enfin y admirer le monument funéraire de Gillion-Othon (mort en 1669), marquis de Trazegnies, et de Jacqueline de Lalaing, œuvre du sculpteur malinois Lucas Fayd'herbe, élève de P.P. Rubens.

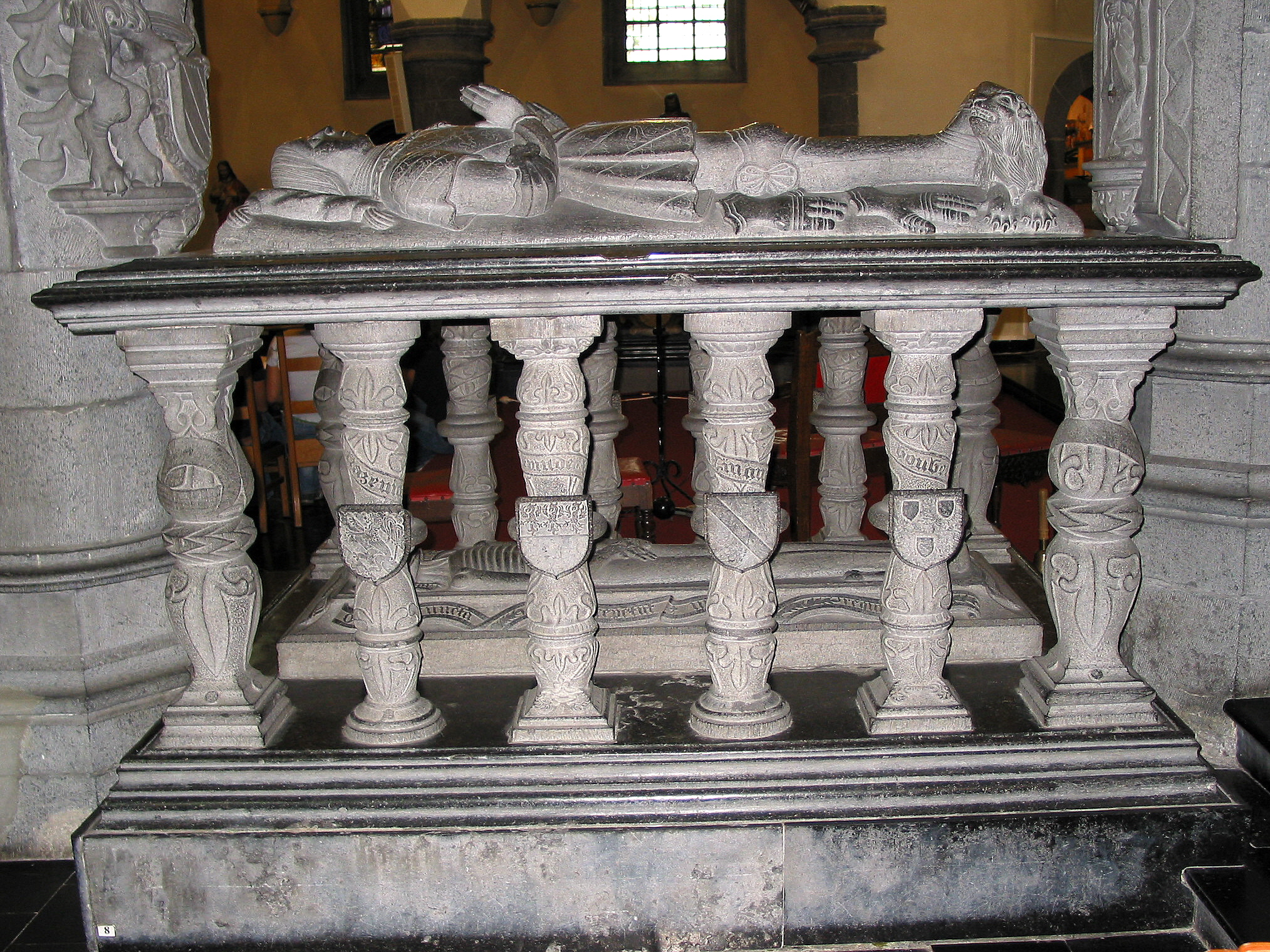
Gisant de Jean III de Trazegnies et de son épouse Isabeau de Werchin (1550).
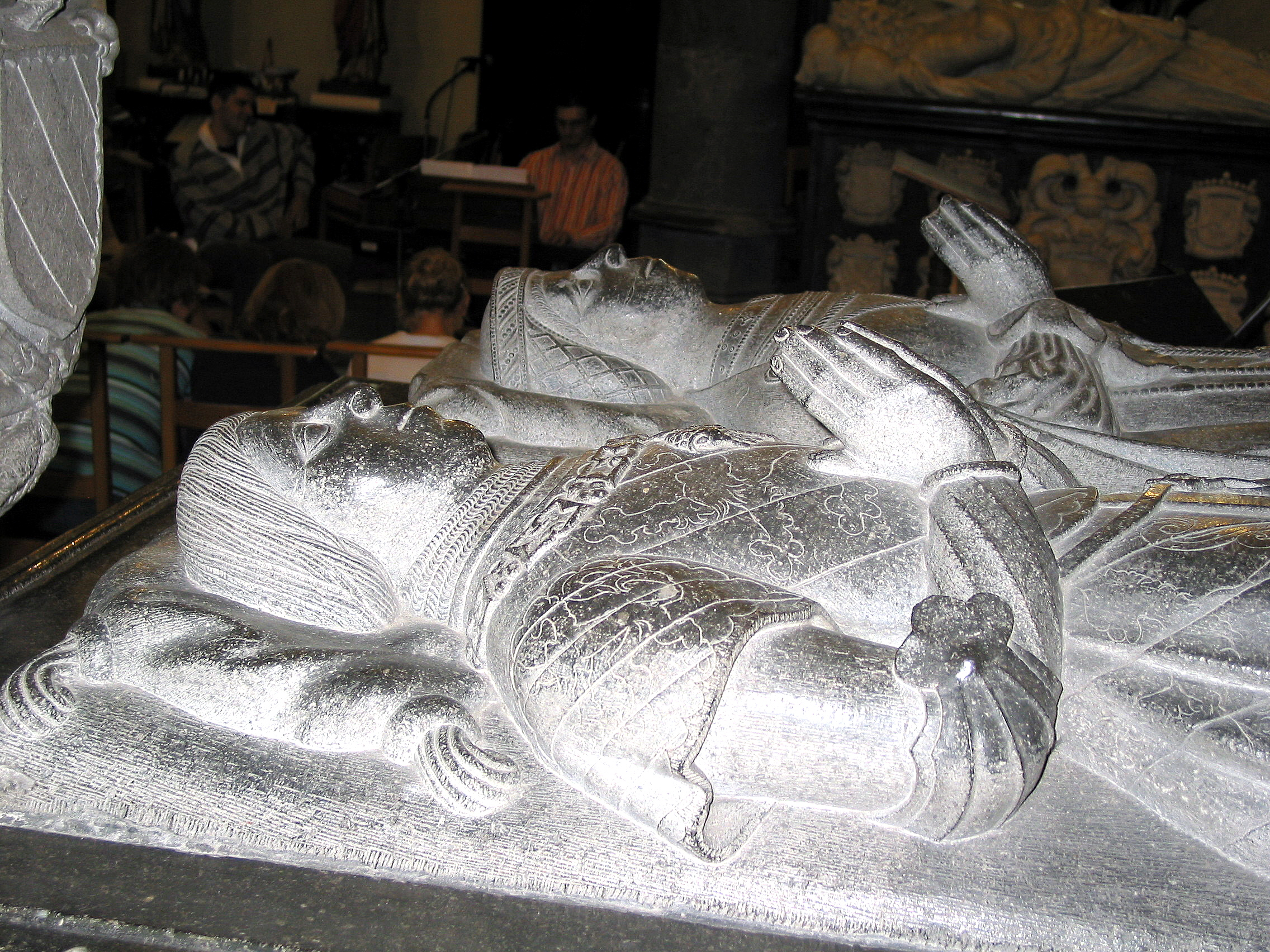
Partie haute du gisant de Jean III de Trazegnies et de son épouse Isabeau de Werchin (1550).
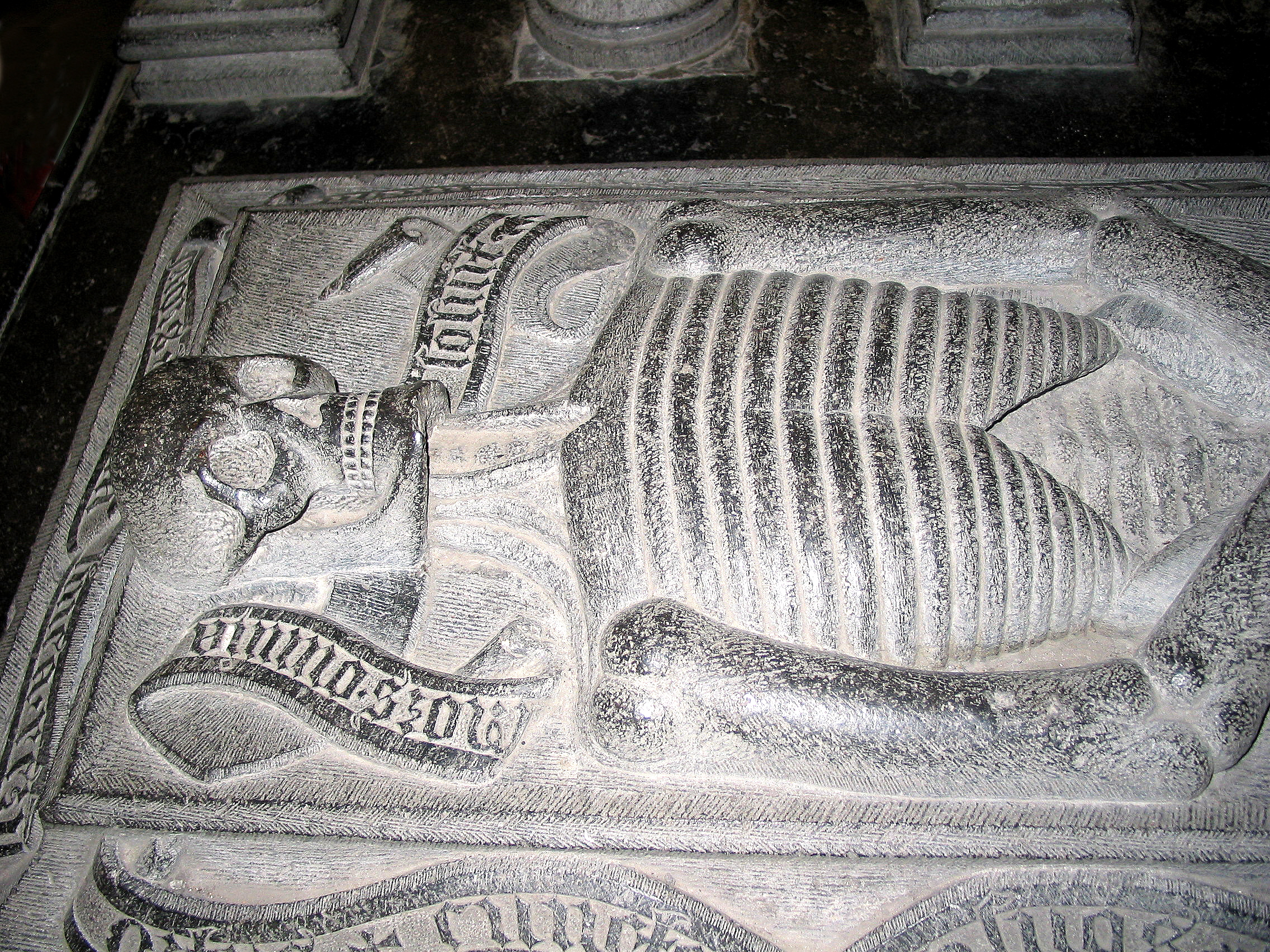
Partie basse (transi) du Gisant de Jean III de Trazegnies et de son épouse Isabeau de Werchin (1550).
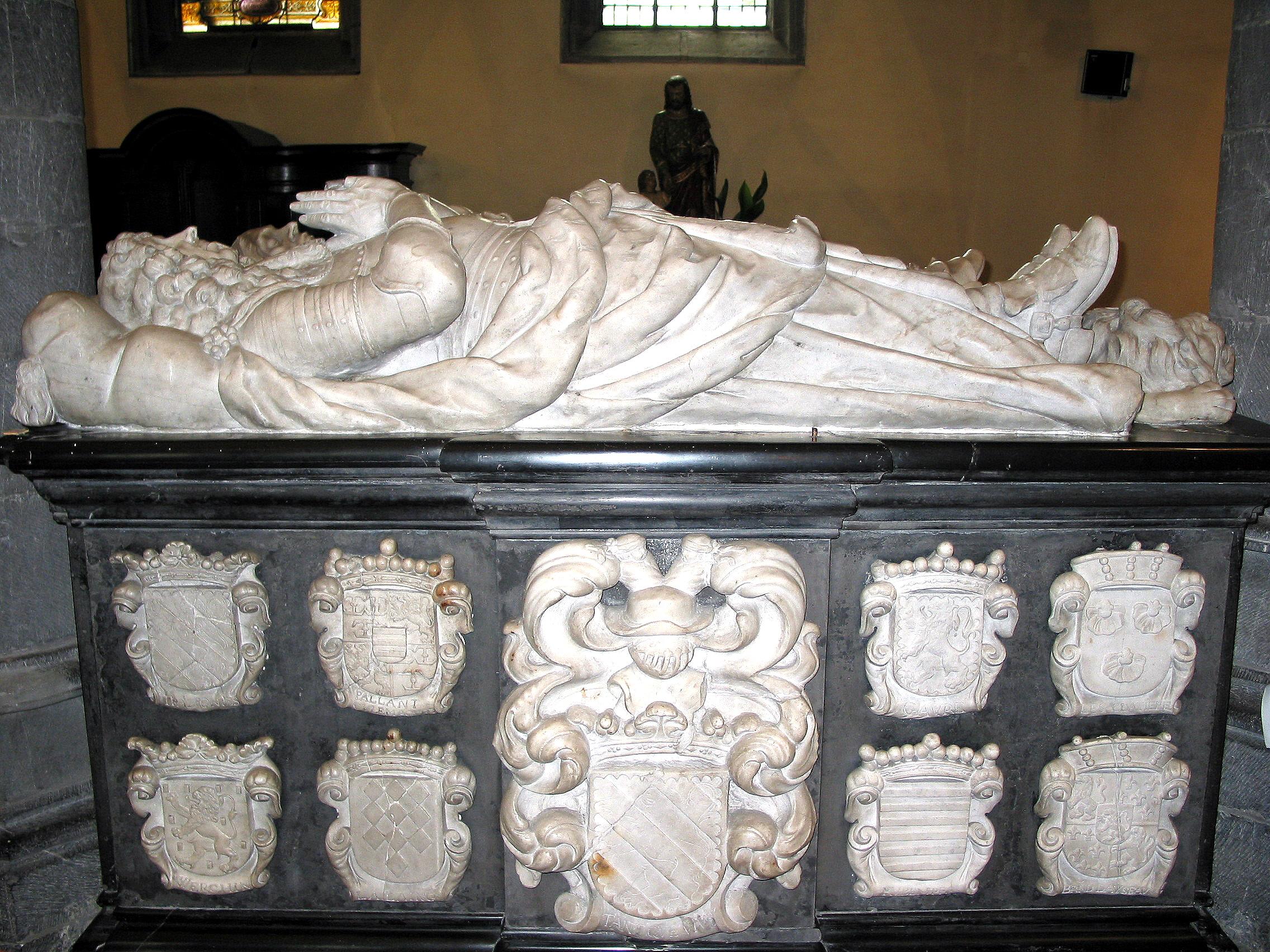
Gisant de Gillion-Othon Ier de Trazegnies et de son épouse Jacqueline de Lalaing sculpté par Lucas Fayd'herbe (1669).
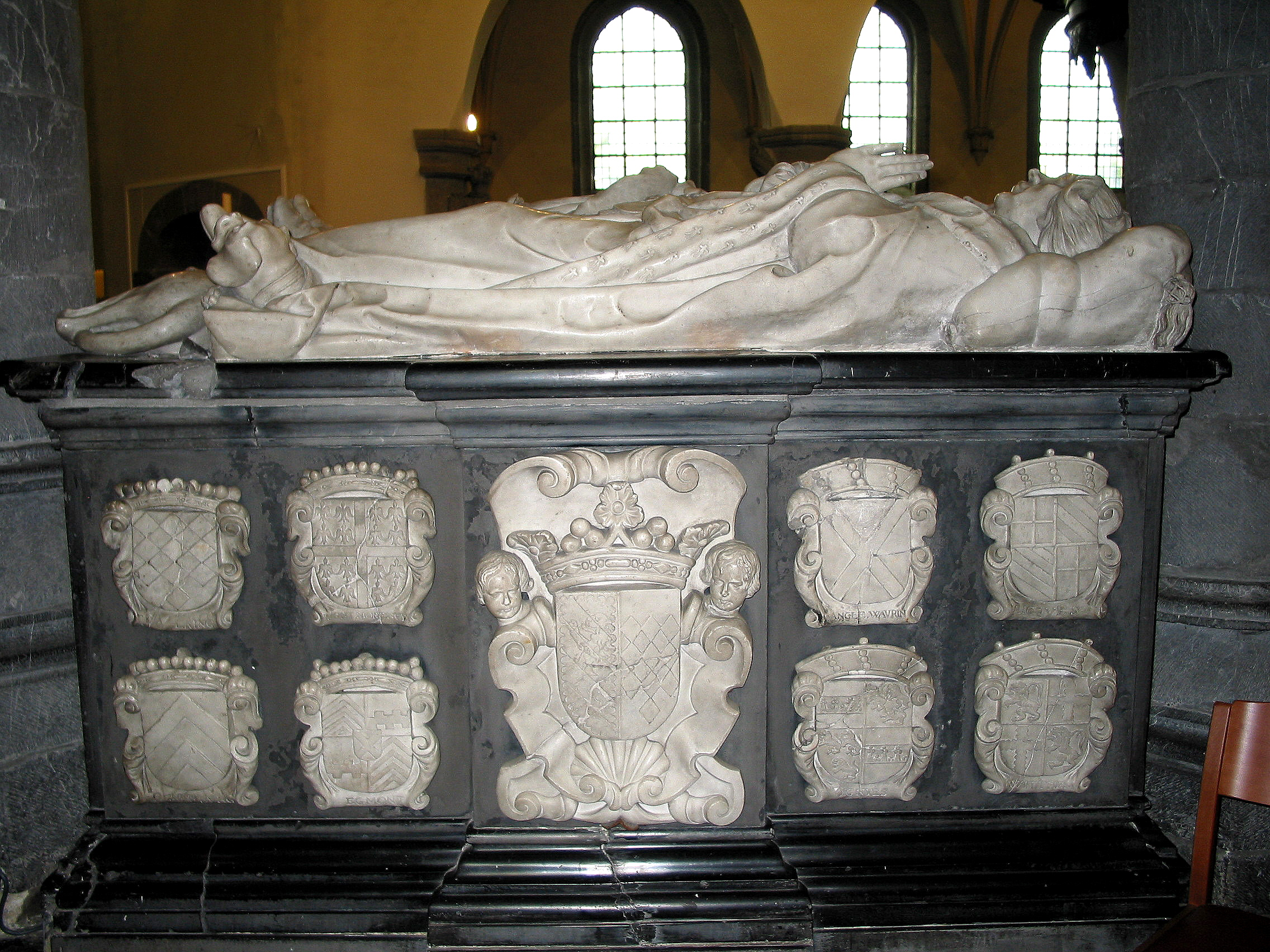
Gisant de Gillion-Othon Ier de Trazegnies et de son épouse Jacqueline de Lalaing sculpté par Lucas Fayd'herbe (1669).
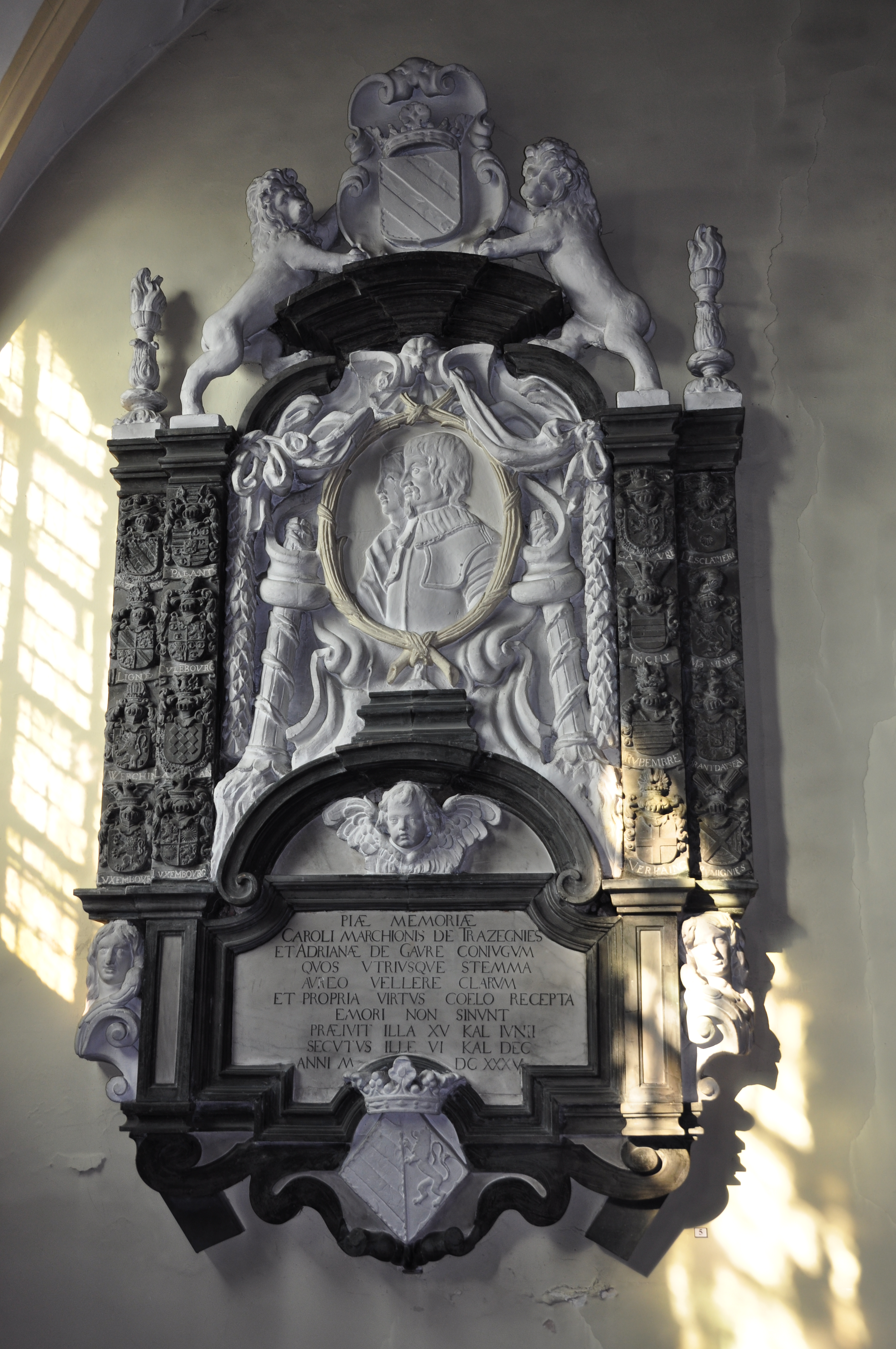
Monument funéraire de Charles de Trazegnies II et de son épouse Adrienne de Gavre

### Monument funéraire à Nivelles
Parmi le patrimoine on trouve[pas clair] le monument funéraire de la famille de Trazegnies.
Albert-François (° 1633 - † 1699), vicomte de Clermont et de Bilsteyn, prévôt de Nivelles, chanoine de Tournai fera élever ce monument mural le représentant avec son frère Ferdinand-François (° 1636 - † 1684). Ils sont les frères de Eugène-François (° 1631 - † 1688) et les fils de Gillion-Othon Ier(° 1598 - † 1669).

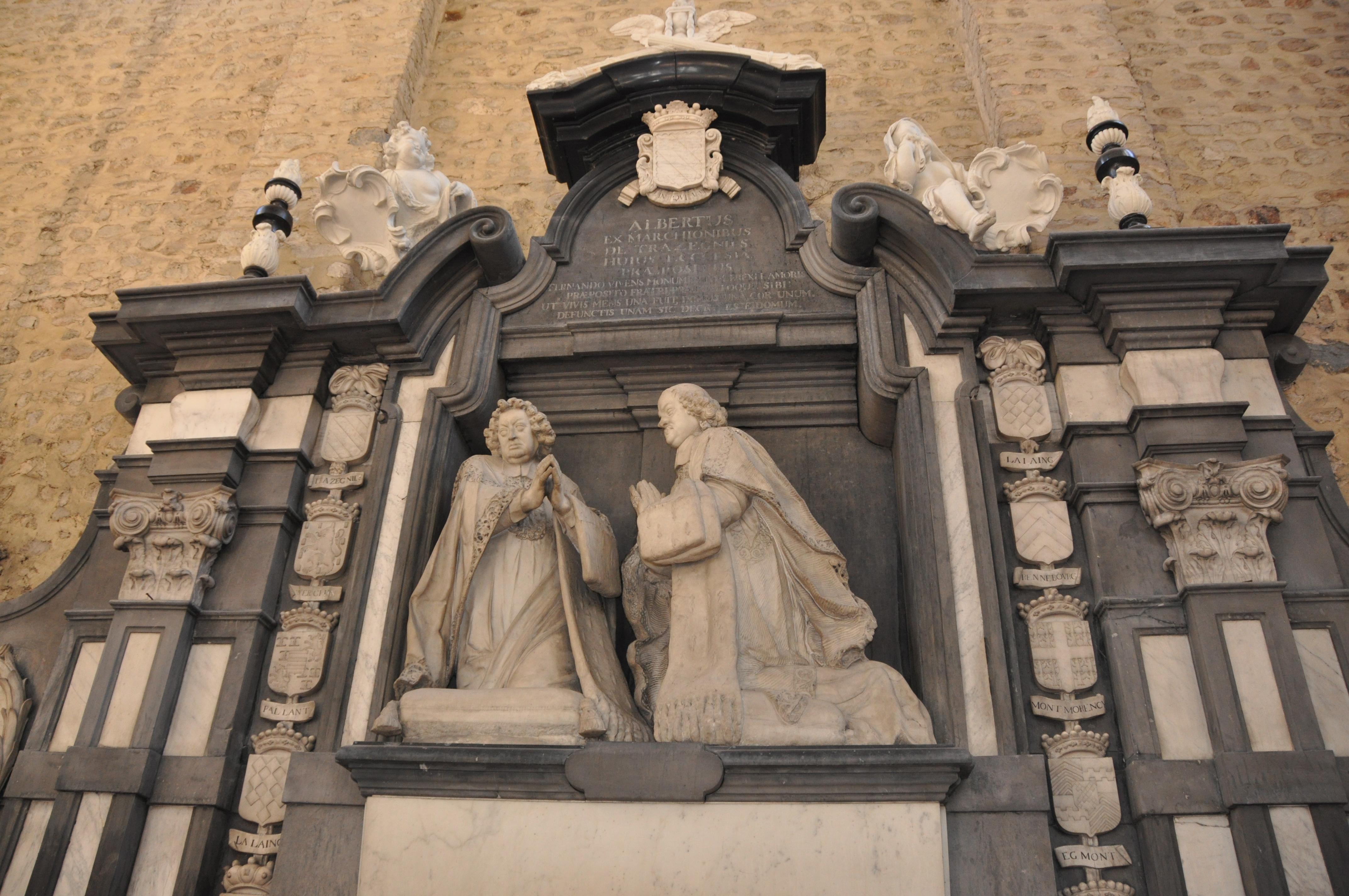
Mausolée de la famille de Trazegnies à Nivelles Collégiale Sainte-Gertrude de Nivelles XVII
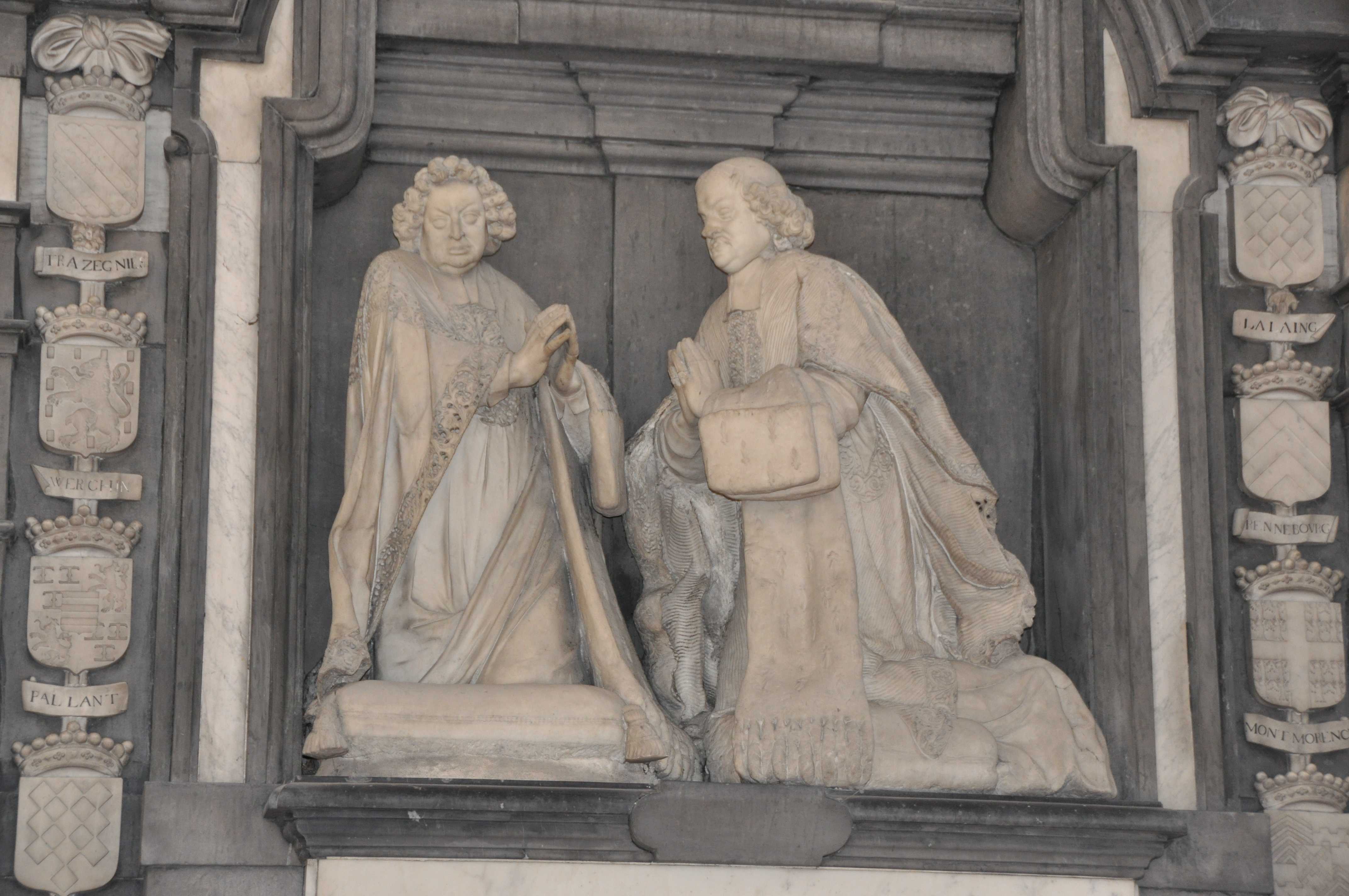
Albert-François (° 1633 - † 1699) et Ferdinand-François (° 1636 - † 1684) de Trazegnies Collégiale Sainte-Gertrude de Nivelles

### Le château de Corroy

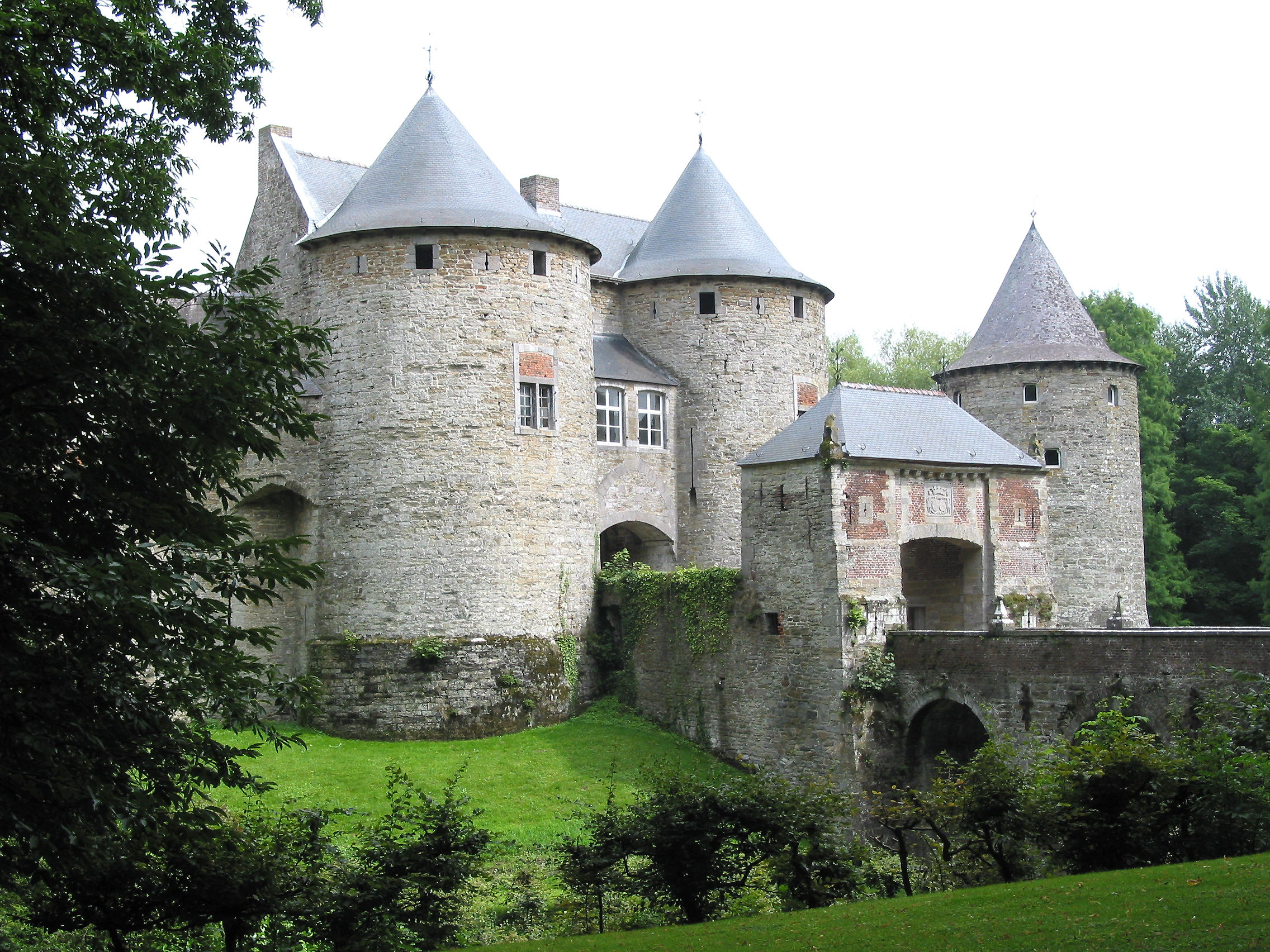
Corroy-le-Château

Au milieu du XIXe siècle, à la suite d'un héritage, les marquis de Trazegnies ont quitté leur demeure ancestrale et se sont installés au château de Corroy-le-Château, situé à proximité de Gembloux et de Namur.

## Légende
La légende de Gillion de Trazegnies raconte l'histoire d'un  chevalier bigame.

## Alliances
Les principales alliances de cette famille sont : de Bousies, de Corswarem, de Croÿ, d'Enghien, de Lalaing, de Ligne, de Merode, etc.

## Possessions

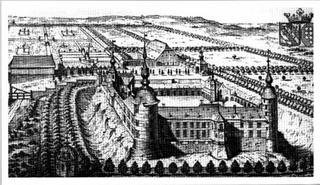
Le château de Trazegnies au milieu du XVIIe siècle avec, au centre, la chapelle. Gravure de Jacques Harrewyn.

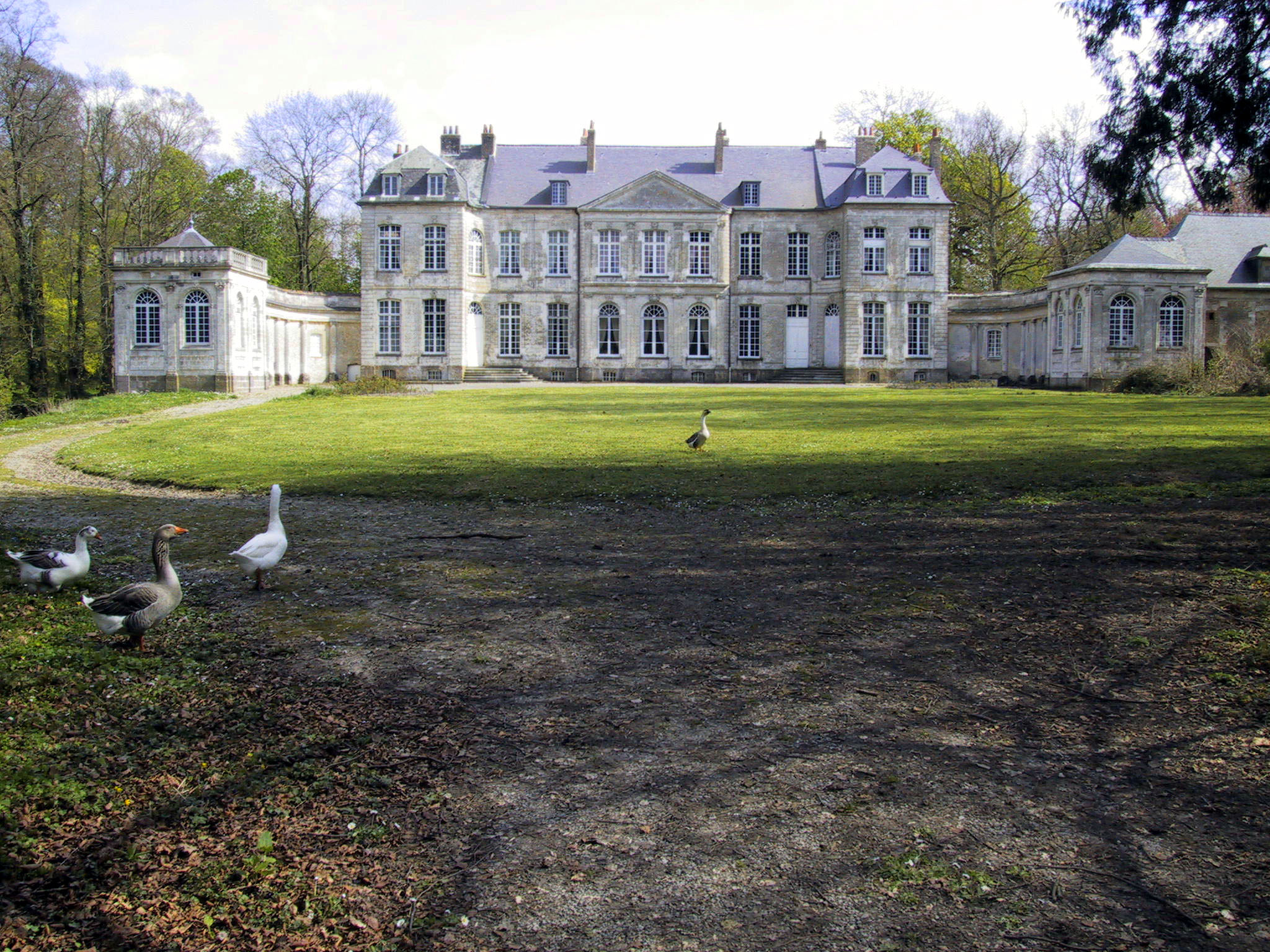
Château de Bomy - Construit par les Trazegnies, vicomtes d'Arnemuiden au XVIIIe siècle

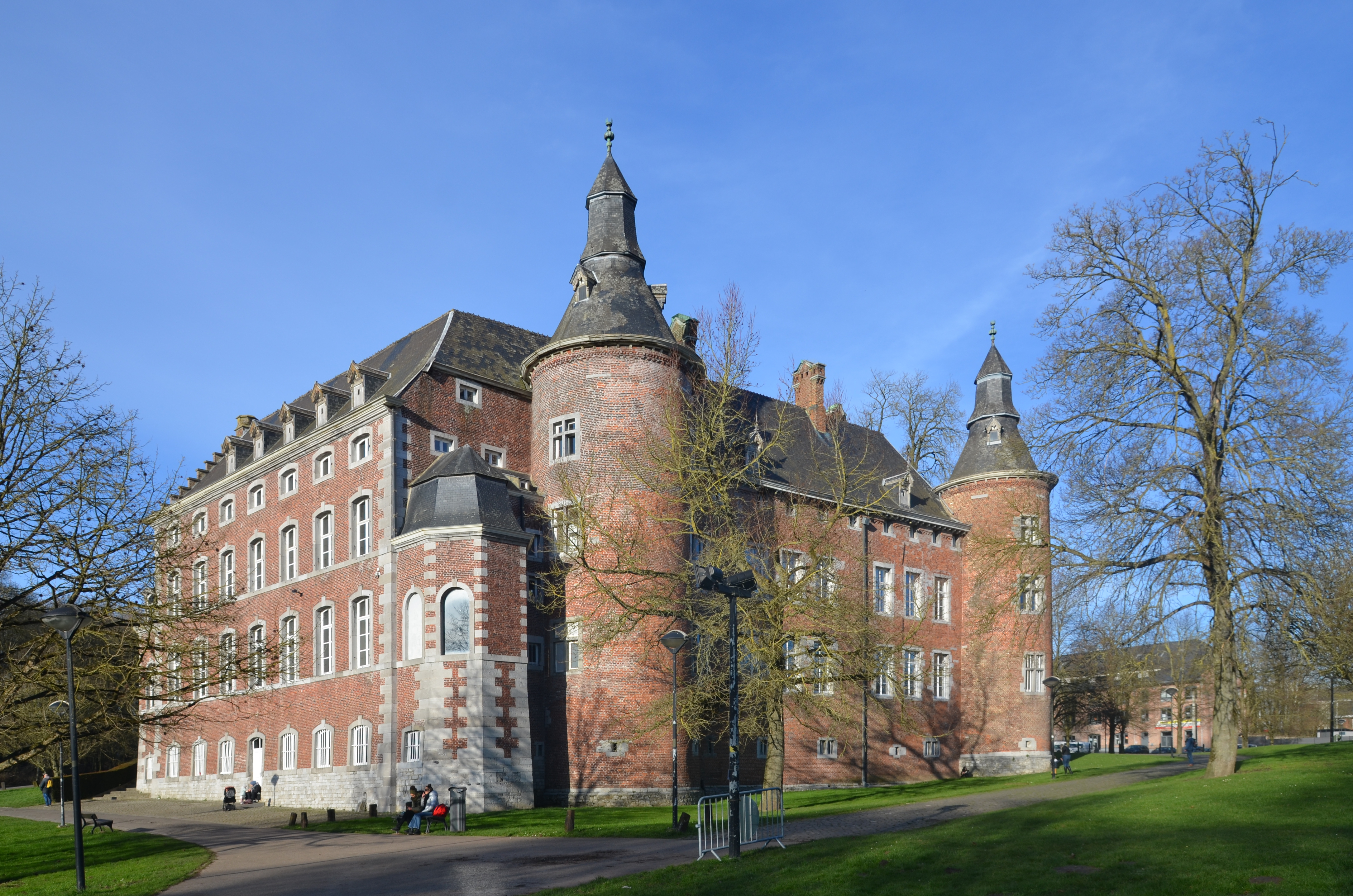
Château de Monceau-sur-Sambre, (XVIIe siècle - XVIIIe siècles).

(janvier 2013).
Si vous disposez d'ouvrages ou d'articles de référence ou si vous connaissez des sites web de qualité traitant du thème abordé ici, merci de compléter l'article en donnant les références utiles à sa vérifiabilité et en les liant à la section « Notes et références ».
- Château d’Ittre
- Château de Monceau-sur-Sambre